# Petersville
Pour la localité au Nouveau-Brunswick, voir Paroisse de Petersville.
Petersville est une localité d'Alaska, aux États-Unis, dans le borough de Matanuska-Susitna. Elle fait partie de la zone statistique métropolitaine d'Anchorage et avait une population de quatre habitants en 2010.

## Situation - climat
Elle est située sur la route de Petersville, à 185 km de la George Parks Highway, à l'ouest de Trapper Creek. Elle est traversée par la rivière Peters Creeks et la rivière Deshka.
Les températures moyennes de janvier vont de -36 à 1 °C et de 6 à 28 °C en juillet.

## Histoire
La région a été habitée par les Dena'inas, faisant partie des Athabaskans qui y pratiquaient la chasse. En 1905, de l'or a été découvert dans la rivière Cache Creek et en amont de la rivière Peters Creek. En 1917 une piste de transport a été ouverte en direction de Talkeetna, la traversée de la rivière Susitna se faisant par bac l'été et piste de glace l'hiver. Petersville eut alors une poste, en rapport avec la construction de la route, et en 1921, il y avait 24 sites de prospection de minerai.
Durant la Seconde Guerre mondiale toutes les opérations minières se sont arrêtées. Actuellement, la majeure partie des habitations de la localité sont des résidences secondaires. Petersville comporte aussi quelques hébergements pour accueillir les touristes.

## Démographie
| 2000 | 2010 | - | - | - | - |
| ---- | ---- | - | - | - | - |
| 27   | 4    | - | - | - | - |